# Zeeland (Brabant-Septentrional)
Pour les articles homonymes, voir Zeeland.
Pour la province des Pays-Bas portant ce nom en néerlandais, voir Zélande.
Zeeland est un village de la commune néerlandaise de Landerd dans le nord-est de la province du Brabant-Septentrional. 
Au 1er janvier 2007, Zeeland comptait 6 227 habitants.

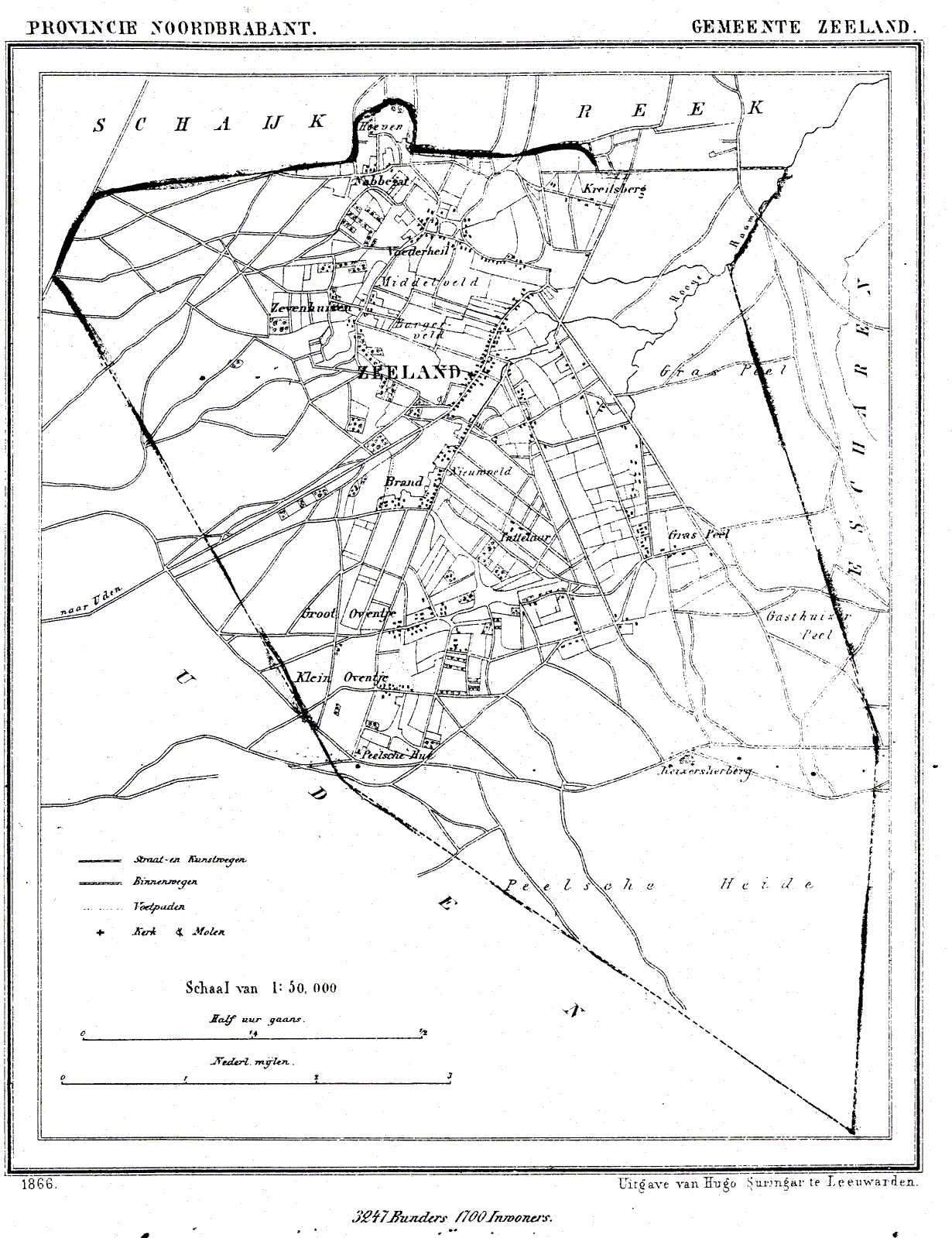
Zeeland en 1866

## Histoire
Zeeland, situé dans le nord du Peel, une grande lande boisée avec des tourbières, est né pendant l'expansion démographique du XIIIe siècle. Le village est entouré de multiples hameaux: Brand, Graspeel, Kreitsberg, Nabbegat, Oventje, Puttelaar, Trent, Voederheil en Zevenhuis. Chaque hameau se développe à partir d'une ferme isolée ou Sale, qui sert de noyau de défrichement de la lande. Ainsi, le nom de Zeeland vient de Zelland, Seleland, Saleland.
Les agriculteurs d'antan sont des petits propriétaires pauvres, qui travaillent quelques champs, tiennent quelques vaches dans des petits prés et font garder des moutons sur les landes humides du Peel aux frontières incertaines, qui causent de multiples luttes entre les villages avoisinants.
Zeeland, situé dans la seigneurie d'Uden, fait partie du Pays de Herpen (après 1360 Pays de Ravenstein). Le village tombe sous la juridiction d'Uden, qui plus tard devient Heikantgericht, juridiction de Heikant (= du côté de la Lande; par opposition de Maaskant = du côté de la Meuse).
Zeeland est alors gouverné par un Corpus de 8 membres: deux échevins du Heikantgericht, deux propriétaires, deux maîtres des pauvres et deux maîtres de l'église. Après l'invasion des Français en 1794, Ravenstein et Zeeland perdent leur indépendance et en 1805 Zeeland devient commune du département, plus tard province, du Brabant-Septentrional et partage depuis l'histoire des Pays-Bas. Le 1er janvier 1994, la commune de Zeeland forme avec la commune de Schaijk la nouvelle commune de Landerd.

## La paroisse

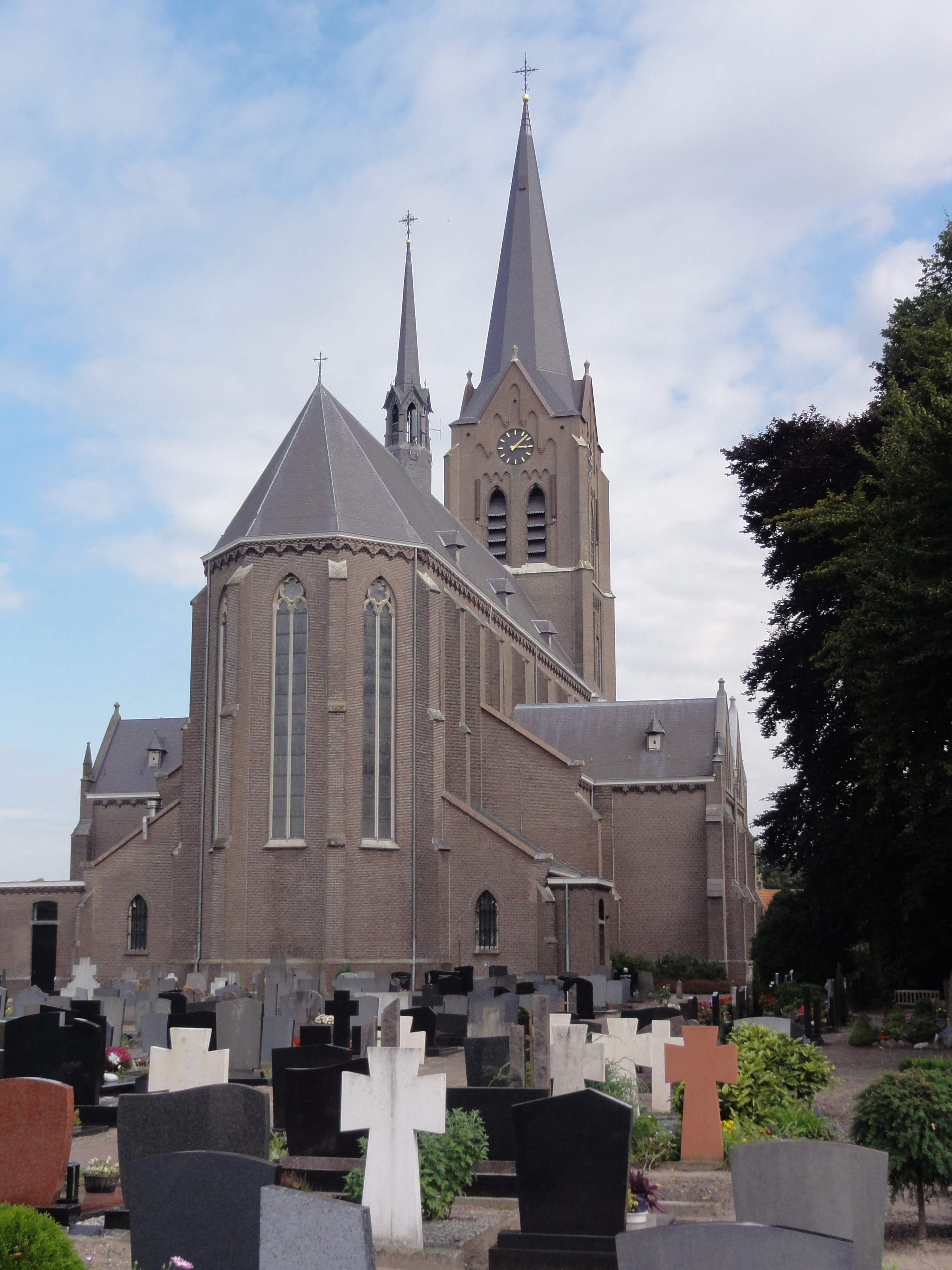
L'église Saint Jacques

Une première chapelle, dédiée à saint Jacques le Mineur et à saint  Cornélius ou Corneille, est construite en 1376. Vers 1542, elle est remplacée par une église rectorale. Le 14 juin 1628, Zeeland, qui dépendait de la paroisse d'Uden, devient paroisse indépendante. En 1871-1872, l'église du XVIe est remplacé par l'église actuelle. Saint Jacques le Majeur devient le saint patron principal, mieux connue que Jacques le Mineur. Dans l'église, on érige une chapelle pour le deuxième saint patron, saint Cornélius.

## Saint Cornélius
Le chevalier Arnoldus Heim, fondateur de la première chapelle, introduit en 1376 la dévotion à saint Cornélius. Le pèlerinage à saint Cornélius, d'allure modeste pendant les XVe et XVIe siècles, prend de l'ampleur vers 1771. La confrérie de saint Cornélius, fondée vers 1520, change plus tard en Schuttersgilde (Corps des Archers), qui existe toujours. En 1917 une nouvelle confrérie de saint Cornélius est fondée, qui devient rapidement la plus importante de la région et les pèlerins visitants s'y inscrivent. Elle porte dans la première moitié du XXe siècle le pèlerinage à son apogée. Il ne reste que peu du pèlerinage, mais le week-end proche du 16 septembre, fête du saint, Zeeland a sa kermesse annuelle.

## Lieux et monuments
Zeeland compte 9 monuments inscrits dans le registre des monuments nationauxen: L'église, l'orgue de l'église, la chapelle du cimetière, la cure, l'ancienne école primaire, deux fermes et trois moulins à vent: le Coppensmolen et le Dageraad au bourg, le Sint Victor à l'ecart 't Oventje.

## Galerie de photos

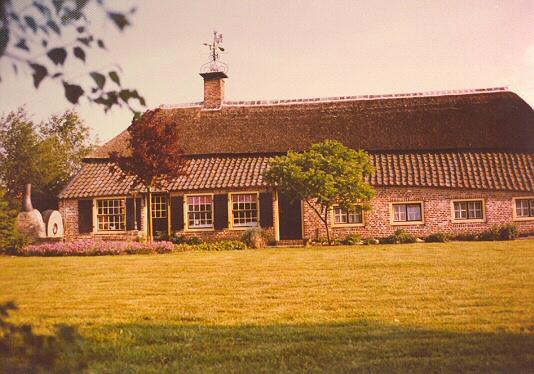
Zeeland, ferme rénovée à façade longue
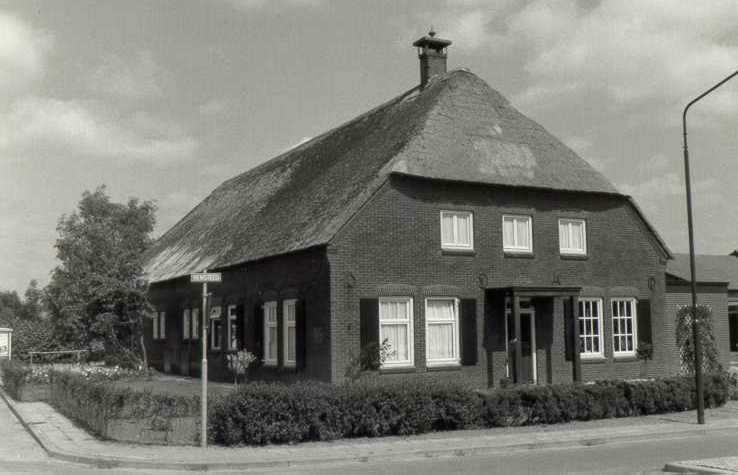
Zeeland, ferme à façade courte
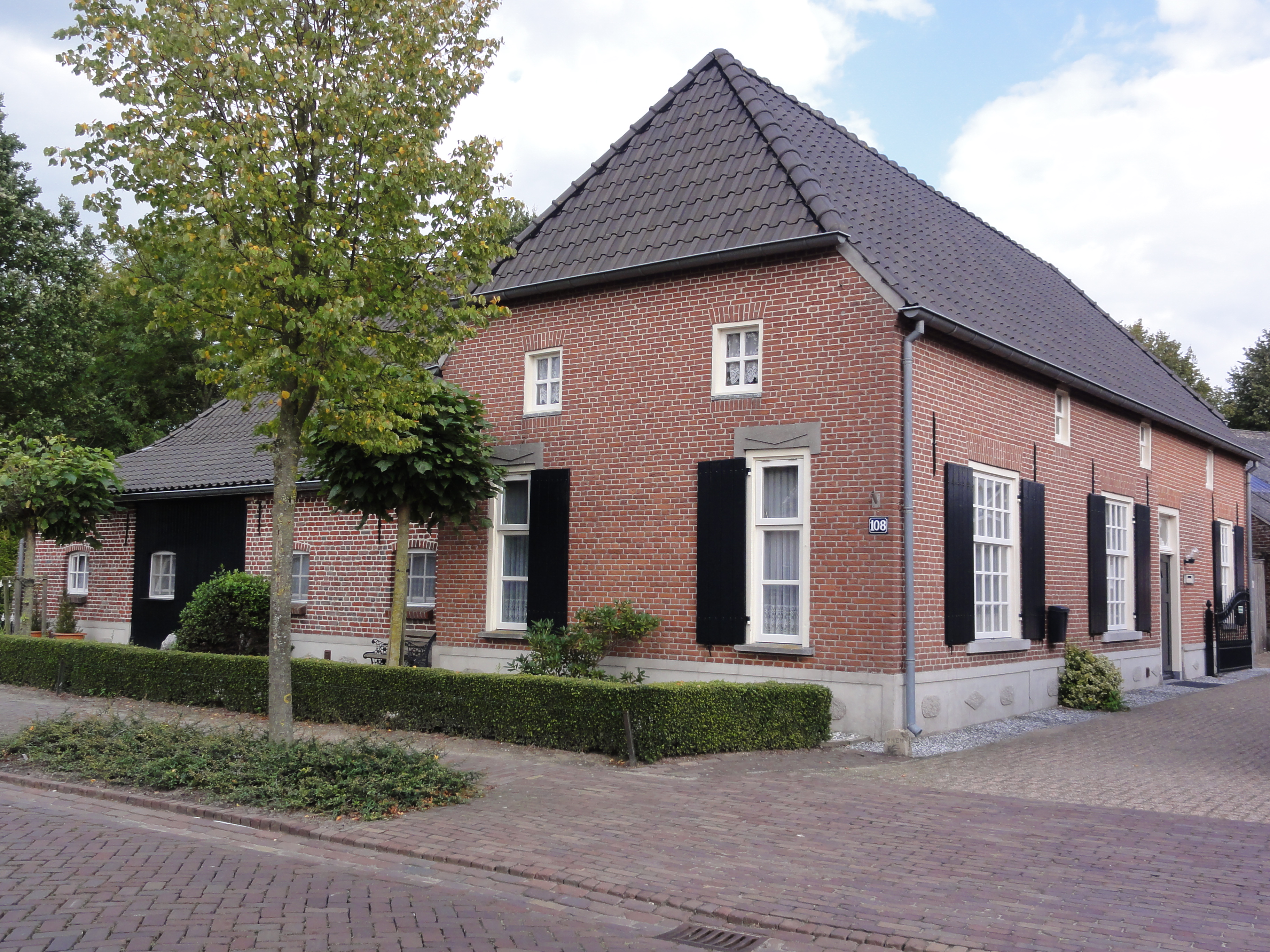
Ferme en forme de T
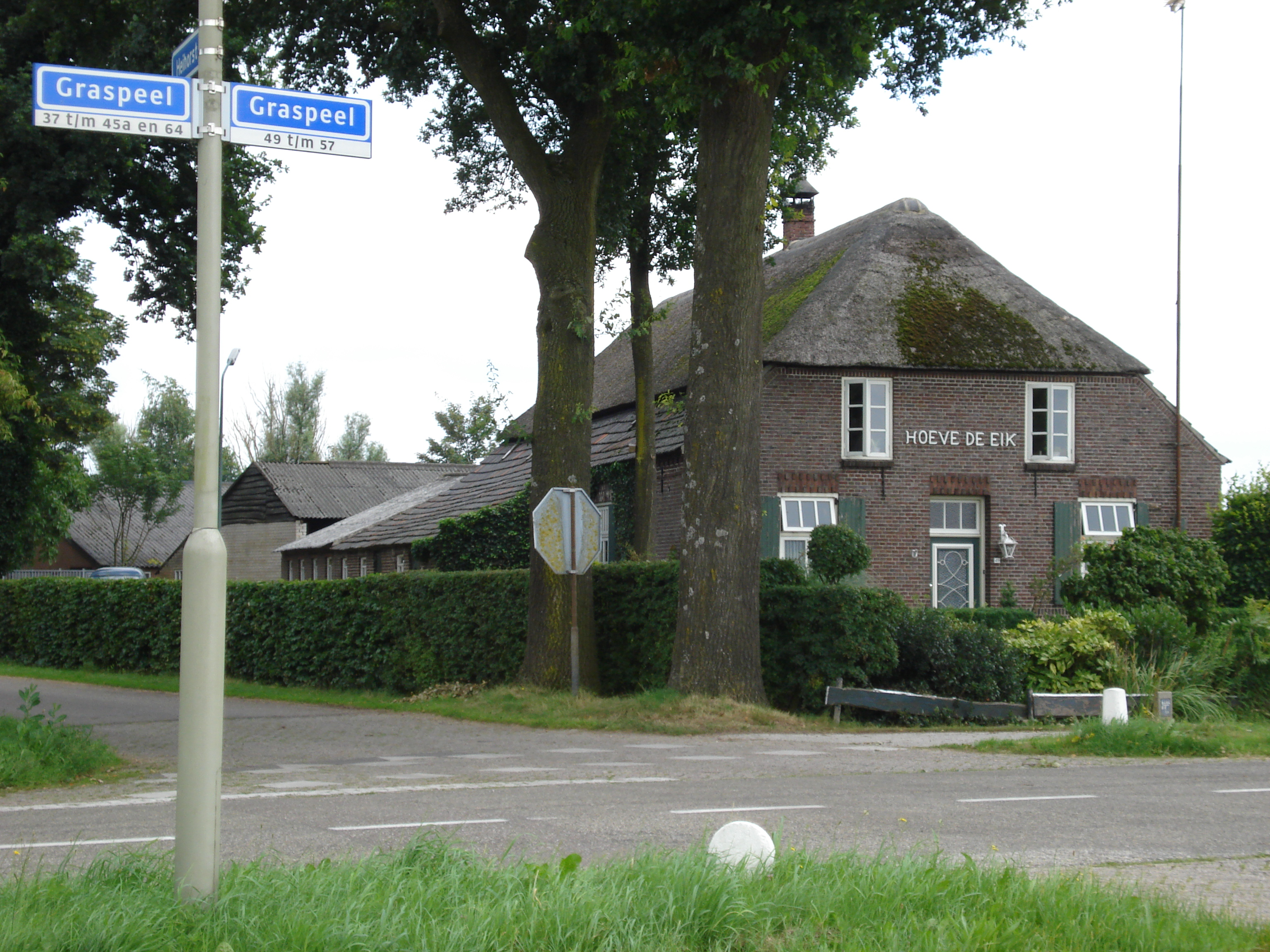
Zeeland, ancienne ferme au lieu-dit Graspeel
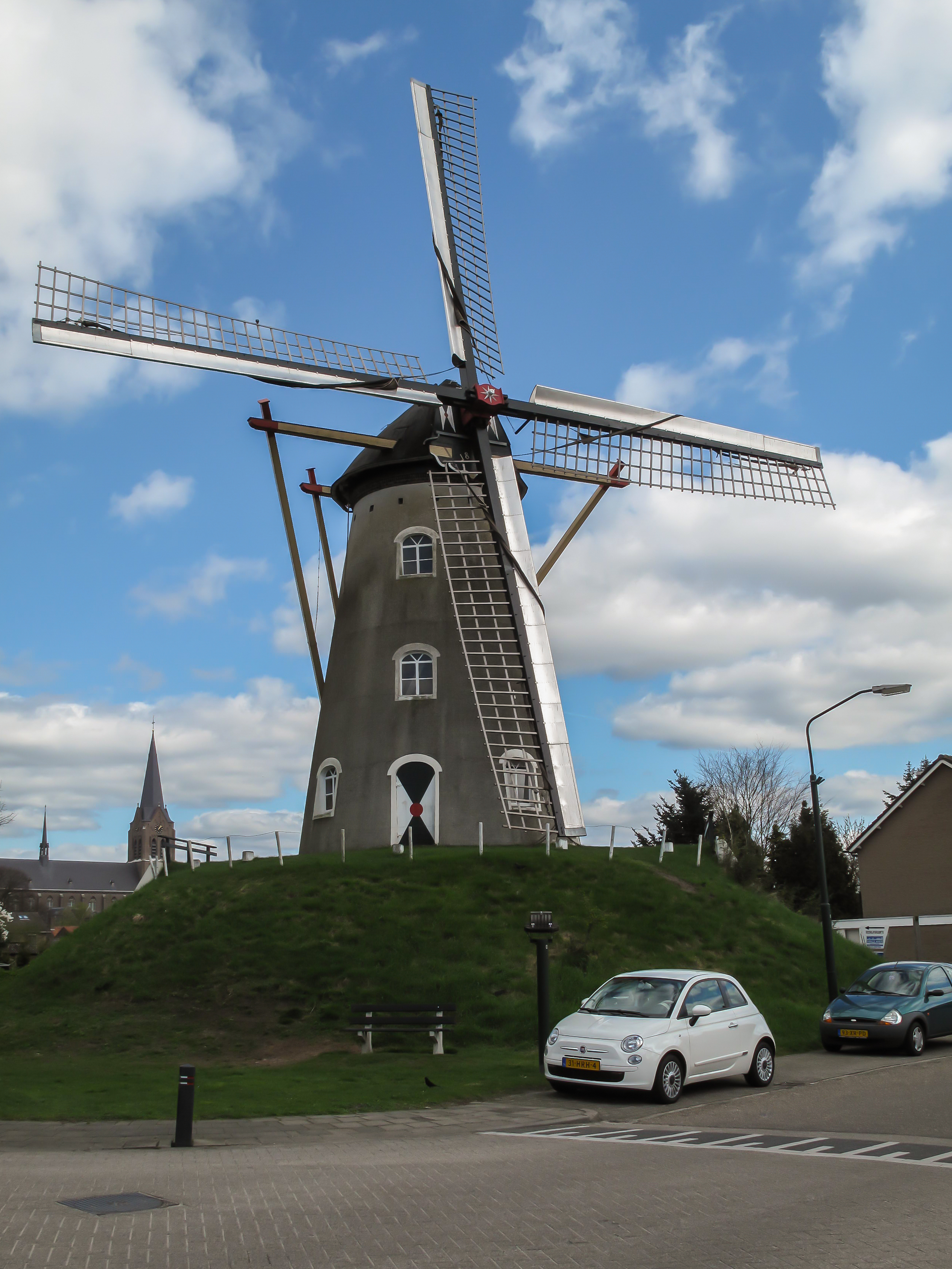
De Dageraad, un des trois moulins de Zeeland
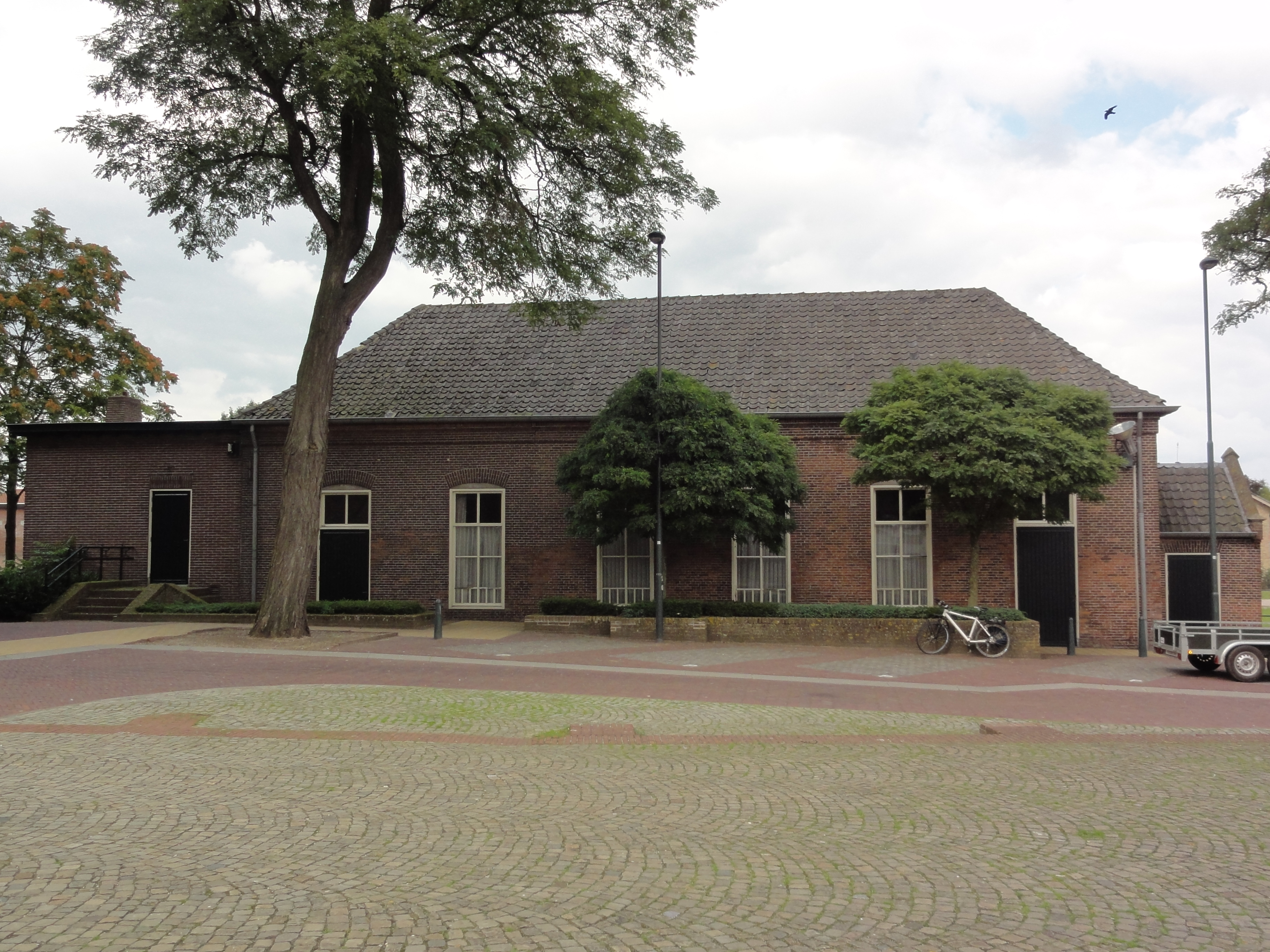
Batimentde l'ancienne école primaire
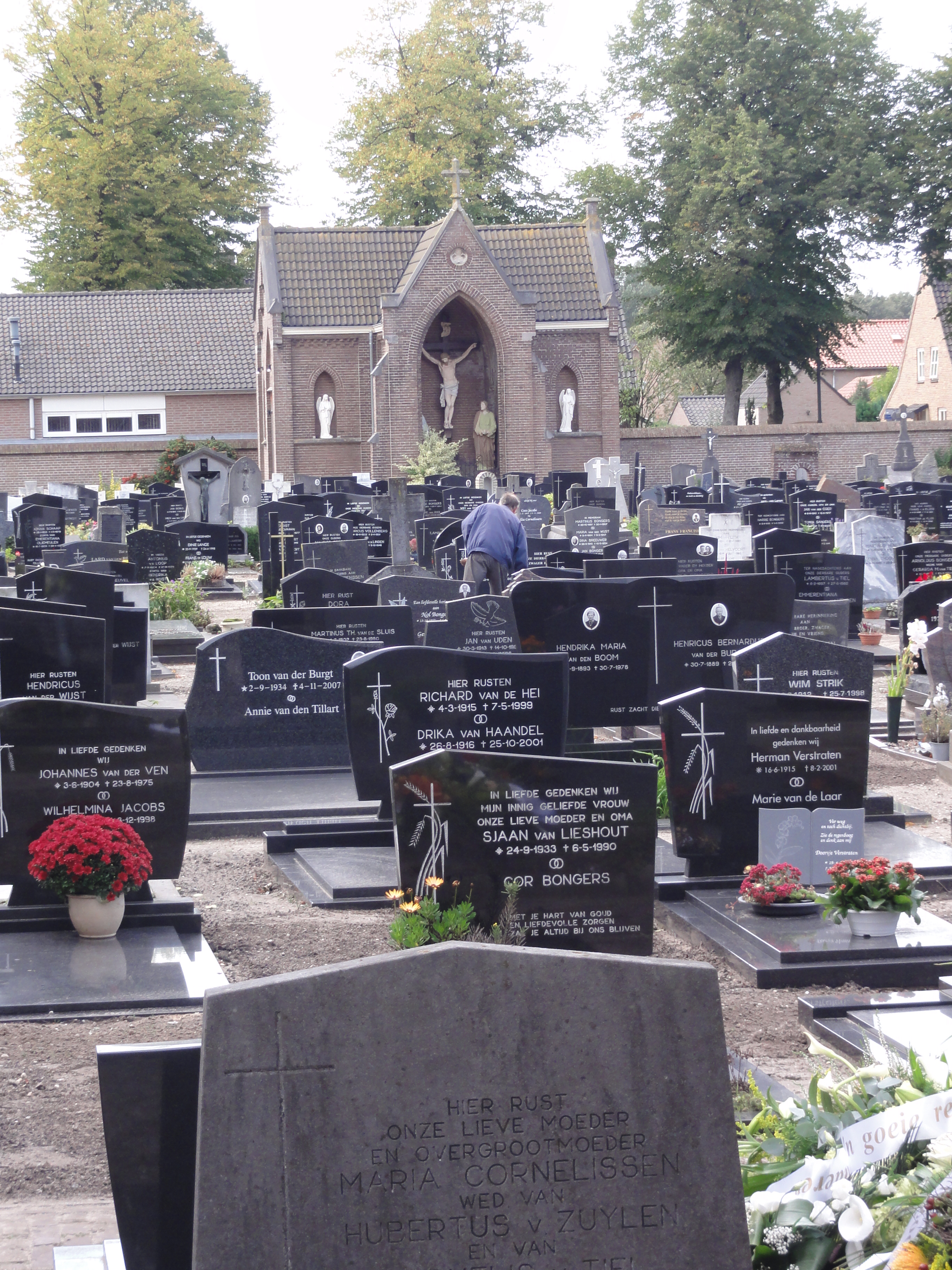
Le cimetière avec sa chapelle